# Cerro Verde
|  | Per a altres significats, vegeu «Cerro Verde (Rocha)». |

Cerro Verde, formalment Sociedad Minera Cerro Verde S. A. A., és una empresa minera, fundada el 1933,que gestiona un complex miner dedicat a l'extracció de mineral d'òxids de coure i el seu processament al districte d'Uchumayo, a la província d'Arequipa, al Perú, a una vintena de la ciutat d'Arequipa i a una altitud mitjana de 2.600 metres sobre el nivell del mar. La mina s'ha ampliat fins a assolir una taxa de processament diària d'1.000.000 de tones extretes i 500.000 processades.
Derek Jon Cooke exerceix com a Gerent General (executiu en cap) des de l'any 2016.
El 2015 es va anunciar, en col·laboració amb Sedapar, la construcció de la planta de tractament de residus La Enlozada per tal descontaminar el riu Chili, que destina part de l'aigua usada en el procés miner. Entrà en funcionament el 2017 i estarà activa durant 30 anys.